# Philip Murphy
Philip Dunton Murphy (ur. 16 sierpnia 1957 w Needham) – amerykański ambasador w Niemczech, gubernator stanu New Jersey.
Ukończył studia na Uniwersytecie Harvarda oraz w MBA w Wharton School. Przed karierą urzędniczą przez 23 lata pracował w Goldman Sachs. W latach 1993–1997 szefował biuru we Frankfurcie.
Nominowany na urząd ambasadora w Niemczech został przez Baracka Obamę. Senat potwierdził wybór 7 sierpnia 2009. 21 sierpnia 2011 wraz z rodziną przeniósł się do Berlina.
W ramach ujawnienia amerykańskich depesz dyplomatycznych przez serwis WikiLeaks opublikowano niepochlebne opisy czołowych niemieckich polityków, w tym kanclerz Angeli Merkel i ministra spraw zagranicznych Guido Westerwelle, podpisane przez ambasadora Philipa Murphy’ego.